# Gare de Berehove
La gare de Berehove (ukrainien : Береговe (станція)) est une gare ferroviaire située dans la ville de Berehove en Ukraine.

## Service des voyageurs

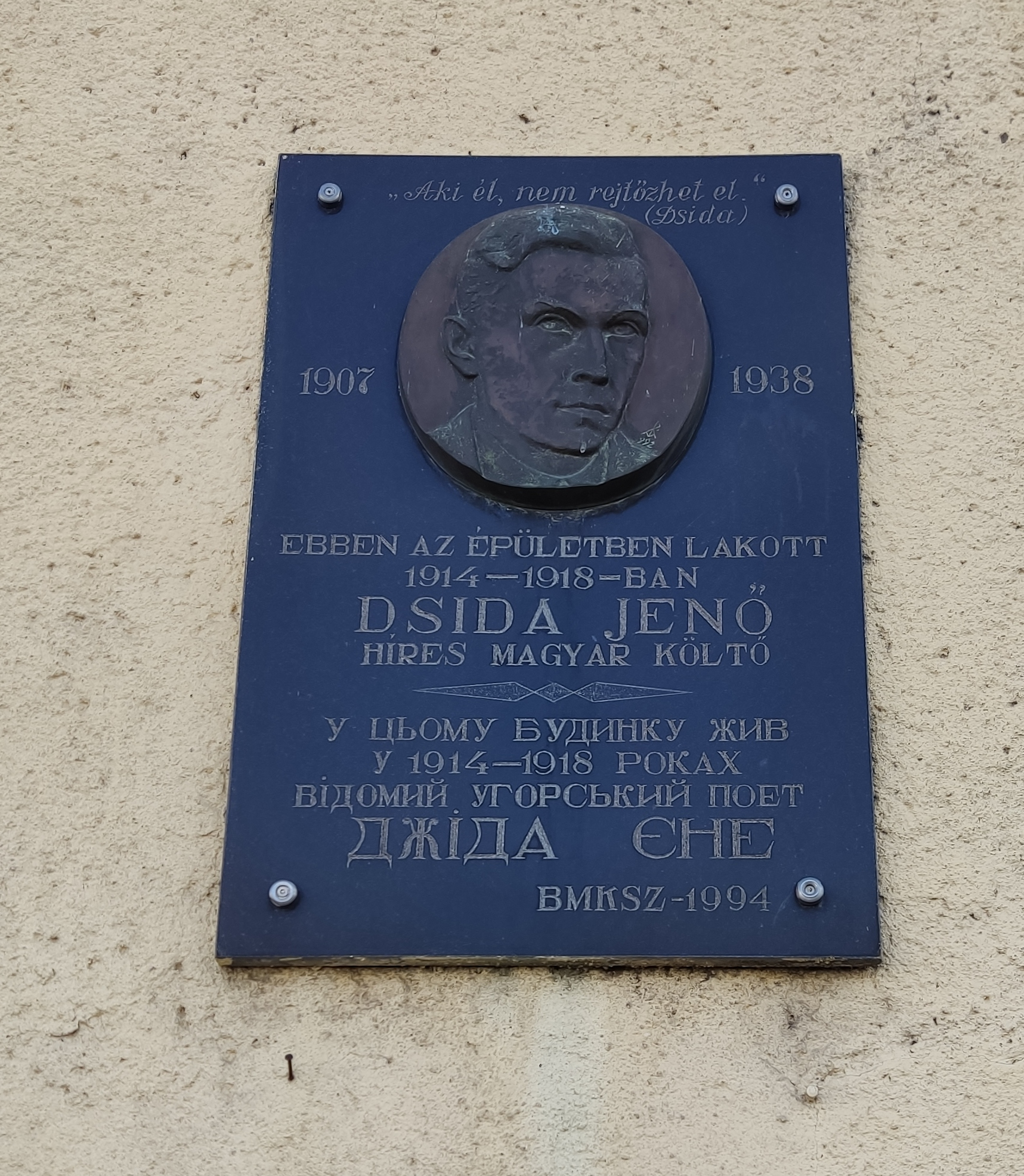
Plaque mémorielle à Jeno Dsida.

### Accueil

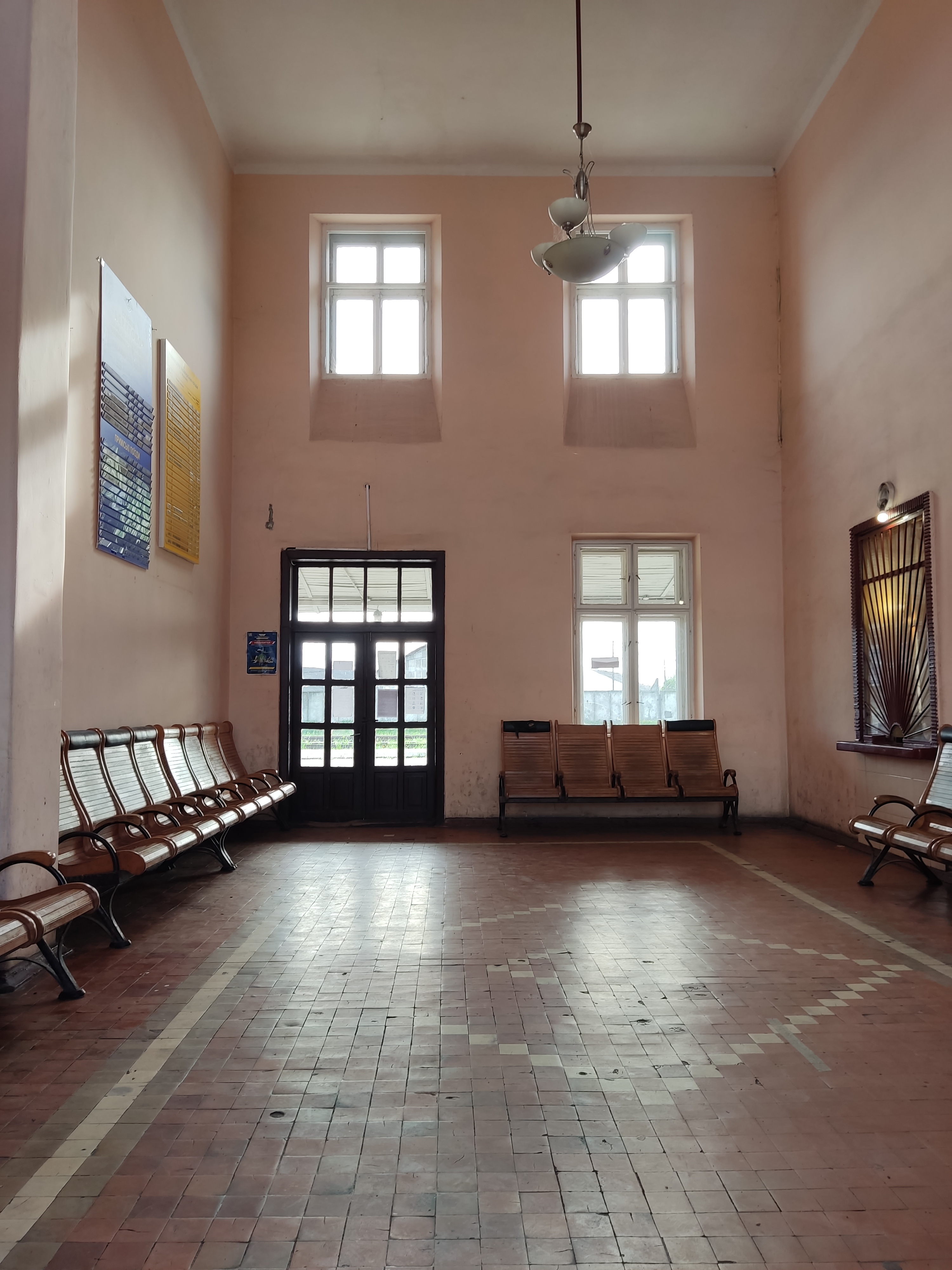
Hall des voyageurs.

## Histoire

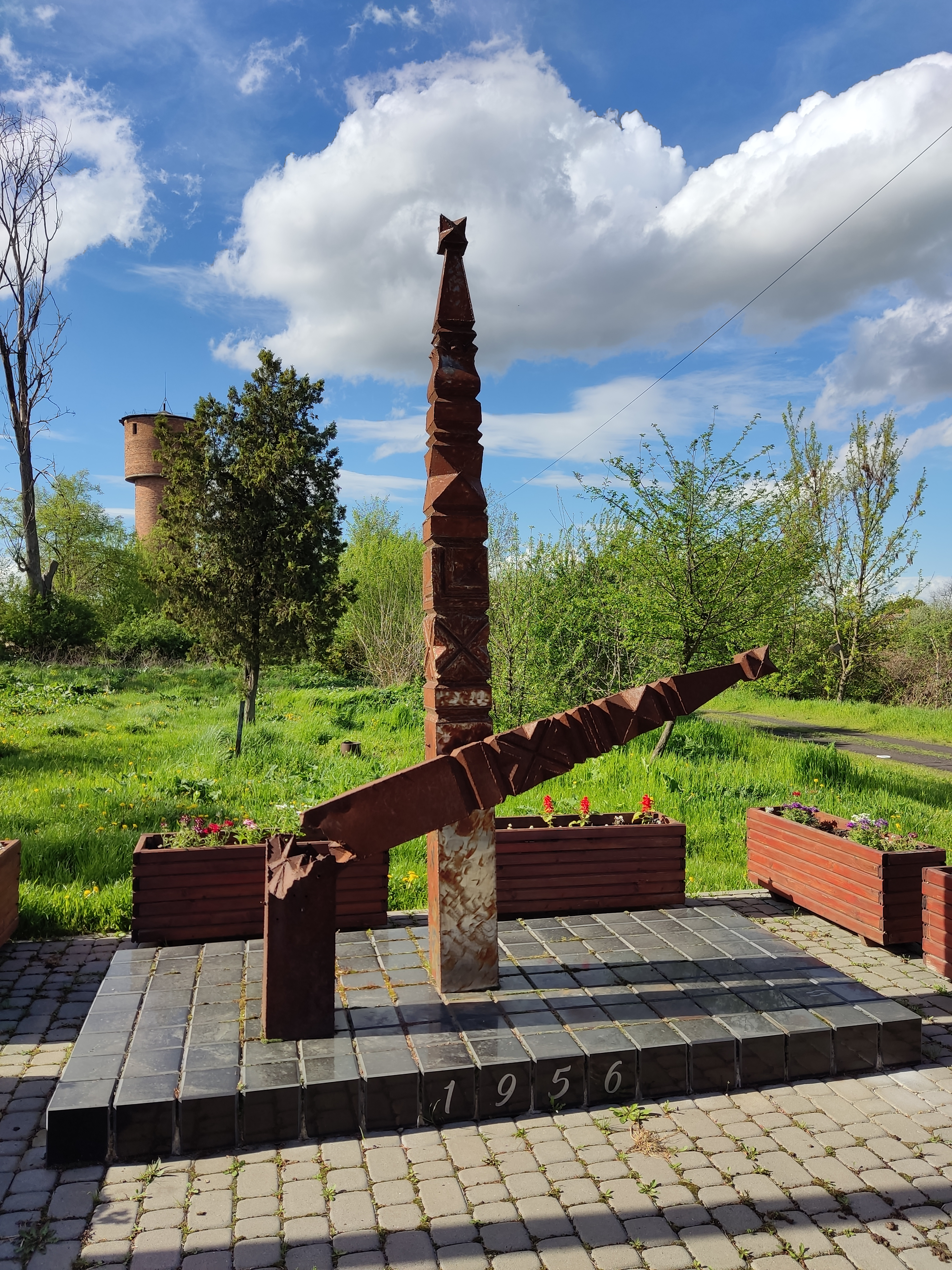
Mémorial à la révolution hongroise de 1956.

La gare est ouverte en 1872.